# Maria de Habsburgo, Duquesa de Jülich-Cleves-Berg
Maria de Habsburgo, Arquiduquesa da Áustria (em alemão:  Maria von Habsburg, Erzherzogin von Österreich; 15 de maio de 1531 – 11 de dezembro de 1581) foi uma nobre membro da Casa de Habsburgo, filha de Fernando I, Sacro Imperador Romano-Germânico e de Ana da Boêmia e Hungria.

## Biografia
Casou com o duque Guilherme de Jülich-Cleves-Berg em 18 de Julho de 1546, de quem foi a segunda esposa. Deste casamento nasceram os seguintes filhos:
1. Maria Leonor (Marie Eleonore) (1550-1608); casou com Alberto Frederico, Duque da Prússia.
2. Ana (Anna) (1552-1632); casou com Filipe Luís do Palatinado-Neuburgo.
3. Madalena (Magdalene) (1553-1633); casou com João I do Palatinado-Zweibrücken (irmão de Filipe Luís do Palatinado-Neuburgo);
4. Carlos Frederico (Karl Friedrich) (1555–75); sem aliança.
5. Isabel (Elizabeth) (1556–61);
6. Sibila (Sibylle) (1557–1627); casou com Carlos da Áustria, Margrave de Burgau, um filho morganático do arquiduque Fernando II da Áustria;
7. João Guilherme (Johann Wilhelm) (1562-1609), Bispo de Münster, Conde de Altena, Duque de Jülich-Cleves-Berg; casou em primeiras núpcias, em 1585, com Jacobeia de Baden (1558–97), filha do Marquês Felisberto de Baden-Baden; casou em segundas núpcias, em 1599, com Antonieta de Lorena (1568–1610), filha do duque Carlos III da Lorena).